# Пауэлл, Джош
Джо́ш Па́уэлл (англ. Josh Powell; родился 25 января, 1983 года в Чарлстоне, штат Южная Каролина, США) — американский бывший профессиональный баскетболист. Играл на позиции тяжёлого форварда и центрового. Участвовал на драфте НБА 2003 года, но не был выбран ни одной из команд.

## Ранние годы
Во время игры в колледже Северной Каролины, Пауэлл набирал в среднем 12,4 очка за игру и делал 5,2 подбора на своём втором курсе (2002—2003). Он не был выбран в драфте 2003 и играл в Европе. Тем не менее, он участвовал во многих летних лагерях разных команд и в конце концов подписал контракт с «Даллас Маверикс», которые искали сменщика для Дирка Новицки. Он сыграл две игры в 2003-04 годах с «Локомотив-Ростов» в Суперлиге А, но конец сезона провёл в итальянском клубе Скафати итальянской второй лиги. В сезоне 2004-05, Пауэлл играя за клуб «Ювеказерта» набирал в среднем 16,6 очка за игру, делая 11,9 подборов.

## Карьера в НБА
В начале сезона 2005—2006, Пауэлл был отправлен в D-лигу и чтобы набраться опыта, пока не был призван в НБА, где он играл только в окончании матчей, когда игра была уже практически решена. Но после травм легкого форварда Джоша Ховарда и его сменщика Кит Ван Хорна, он стал получать больше игрового времени, подменяя устававшего Новицки. Был обменян 23 июля 2006 года, вместе с Даррелл Армстронгом и Рол Маршаллом в «Индиана Пэйсерс» на Энтони Джонсона. Он имел гарантированный контракт на сезон 2006—2007 в «Пэйсерс».
17 января 2007 года, Пауэлл был отправлен в «Голден Стэйт Уорриорз» вместе с товарищами по команде Стивен Джексон, Шарунас Ясикявичюс и Эл Харрингтон в обмен на Трой Мерфи, Данливи, Майк (младший), Ике Диогу и Кит Маклеод. 14 августа, он присоединился к своей четвёртой команде в течение трех лет и подписал контракт с «Лос-Анджелес Клипперс». Позже он был отчислен из-за избытка больших в команде.
14 августа 2008 года Джош Пауэлл подписал контракт с «Лос-Анджелес Лейкерс» на место ушедшего Ронни Тюриафа.
После травмы стартого центра Эндрю Байнума, Пауэлл начал проводить на площадке значительное количество минут и сезон 2008—2009 стал лучшим в его профессиональной карьере. Тем не менее, с возвращением Байнума, Пауэлл плотно застрял на скамейке запасных. 14 июня 2009 года, Джош Пауэлл выиграл свой первый чемпионат НБА одержав победу над «Орландо Мэджик» со счётом 99-86.

## Статистика

### Статистика в НБА
| Сезон                                                                                    | Команда      | Регулярный сезон | Регулярный сезон | Регулярный сезон | Регулярный сезон | Регулярный сезон | Регулярный сезон | Регулярный сезон | Регулярный сезон | Регулярный сезон | Регулярный сезон | Регулярный сезон | Серия плей-офф | Серия плей-офф | Серия плей-офф | Серия плей-офф | Серия плей-офф | Серия плей-офф | Серия плей-офф | Серия плей-офф | Серия плей-офф | Серия плей-офф | Серия плей-офф |
| Сезон                                                                                    | Команда      | GP               | GS               | MPG              | FG%              | 3P%              | FT%              | RPG              | APG              | SPG              | BPG              | PPG              | GP             | GS             | MPG            | FG%            | 3P%            | FT%            | RPG            | APG            | SPG            | BPG            | PPG            |
| ---------------------------------------------------------------------------------------- | ------------ | ---------------- | ---------------- | ---------------- | ---------------- | ---------------- | ---------------- | ---------------- | ---------------- | ---------------- | ---------------- | ---------------- | -------------- | -------------- | -------------- | -------------- | -------------- | -------------- | -------------- | -------------- | -------------- | -------------- | -------------- |
| 2005/06                                                                                  | Даллас       | 37               | 2                | 11,6             | 45,7             | -                | 80,0             | 2,2              | 0,2              | 0,2              | 0,1              | 3,0              | 6              | 0              | 4,1            | 0,0            | -              | -              | 0,3            | 0,2            | 0,0            | 0,0            | 0,0            |
| 2006/07                                                                                  | Индиана      | 7                | 0                | 9,2              | 13,3             | -                | 66,7             | 2,7              | 0,4              | 0,0              | 0,0              | 1,7              | Не участвовал  | Не участвовал  | Не участвовал  | Не участвовал  | Не участвовал  | Не участвовал  | Не участвовал  | Не участвовал  | Не участвовал  | Не участвовал  | Не участвовал  |
| 2006/07                                                                                  | Голден Стэйт | 30               | 0                | 9,6              | 52,6             | -                | 73,3             | 2,3              | 0,6              | 0,2              | 0,4              | 3,5              | 4              | 0              | 1,5            | -              | -              | 50,0           | 0,3            | 0,0            | 0,0            | 0,3            | 0,3            |
| 2007/08                                                                                  | Клипперс     | 64               | 25               | 19,2             | 46,0             | 0,0              | 72,4             | 5,2              | 0,7              | 0,2              | 0,4              | 5,5              | Не участвовал  | Не участвовал  | Не участвовал  | Не участвовал  | Не участвовал  | Не участвовал  | Не участвовал  | Не участвовал  | Не участвовал  | Не участвовал  | Не участвовал  |
| 2008/09                                                                                  | Лейкерс      | 60               | 1                | 11,7             | 44,4             | -                | 76,0             | 2,9              | 0,5              | 0,2              | 0,3              | 4,2              | 14             | 0              | 5,2            | 42,3           | 100,0          | 100,0          | 1,2            | 0,3            | 0,0            | 0,1            | 2,1            |
| 2009/10                                                                                  | Лейкерс      | 63               | 0                | 9,2              | 36,6             | 43,8             | 64,5             | 1,8              | 0,6              | 0,1              | 0,1              | 2,7              | 13             | 0              | 3,1            | 37,5           | 0,0            | 75,0           | 0,5            | 0,1            | 0,0            | 0,0            | 0,7            |
| 2010/11                                                                                  | Атланта      | 54               | 0                | 12,1             | 45,2             | 0,0              | 80,0             | 2,5              | 0,4              | 0,1              | 0,1              | 4,1              | 9              | 0              | 5,3            | 55,6           | -              | -              | 1,0            | 0,1            | 0,0            | 0,0            | 1,1            |
| 2013/14                                                                                  | Хьюстон      | 1                | 0                | 19,4             | 33,3             | -                | -                | 5,0              | 0,0              | 0,0              | 1,0              | 4,0              | Не участвовал  | Не участвовал  | Не участвовал  | Не участвовал  | Не участвовал  | Не участвовал  | Не участвовал  | Не участвовал  | Не участвовал  | Не участвовал  | Не участвовал  |
|                                                                                          | Всего        | 316              | 28               | 12,5             | 43,8             | 35,0             | 74,3             | 2,9              | 0,5              | 0,2              | 0,2              | 3,9              | 46             | 0              | 4,2            | 40,4           | 50,0           | 83,3           | 0,8            | 0,2            | 0,0            | 0,0            | 1,1            |
| Наведите курсор мыши на аббревиатуры в заголовке таблицы, чтобы прочесть их расшифровку. |              |                  |                  |                  |                  |                  |                  |                  |                  |                  |                  |                  |                |                |                |                |                |                |                |                |                |                |                |